# التزلج الشمالي
التزلج الشمالي هو مزيج من الرياضات الشتوية التي تشمل جميع أنواع التزلج على الجليد حيث لا يمكن أن يثبّت كعب الحذاء في المزلجة، على عكس التزلج على المنحدرات الجليدية.
تشمل أحداث الألعاب الأولمبية الشتوية للتزلج الشمالي كلاً من التزلج الريفي والقفز التزلجي والتزلج النوردي المزدوج والبياثلون. وهناك شكل آخر من أشكال التزلج وهو التزلج باستخدام طريقة التليمارك. كما تُعد بطولة العالم النوردي للتزلج التابعة الاتحاد العالمي للتزلج على الثلوج أحد الأحداث الكبرى لهذه الرياضات وتتم في فصل الشتاء في السنوات الفردية بين دورة الألعاب الأولمبية الشتوية.

## الفائزون في ثلاثة سباقات للتزلج الشمالي
فيما يلي قائمة بالمتزلجين الشماليين الذين فازوا في دورة الألعاب الأولمبية الشتوية وبطولات التزلج الشمالي العالمية التابعة للاتحاد الدولي للتزلج وأحداث مهرجان هولمنكولن للتزلج. وتُبين السنوات المكتوبة بالخط الأسود الغامق متى حقق المتزلج جميع الانتصارات الثلاثة في نفس العام.

### التزلج الثنائي الشمالي للرجال
| الفائز                                   | البلد                                       | دورة الألعاب الأولمبية الشتوية | بطولات التزلج الشمالي العالمية التابعة للاتحاد الدولي للتزلج | مهرجان هولمنكولن للتزلج      |
| ---------------------------------------- | ------------------------------------------- | ------------------------------ | ------------------------------------------------------------ | ---------------------------- |
| ثورليف هوغ (Thorleif Haug)               | النرويج                                     | 1924                           | 1924                                                         | 1919, 1920, 1921             |
| يوهان غروتومسبروتن (Johan Grttumsbrهten) | النرويج                                     | 1928, 1932                     | 1926, 1928, 1931, 1932                                       | 1923, 1926, 1928, 1929, 1931 |
| أودبيورن هاغن (Oddbjrn Hagen)            | النرويج                                     | 1936                           | 1934, 1935, 1936                                             | 1932, 1934, 1935             |
| هايكي هاسو (Heikki Hasu)                 | فنلندا                                      | 1948                           | 1948, 1950                                                   | 1953                         |
| سيمون سلاتفيك (Simon Slهttvik)           | النرويج                                     | 1952                           | 1952                                                         | 1948, 1950, 1951             |
| سفيري ستينيسرن (Sverre Stenersen)        | النرويج                                     | 1956                           | 1954, 1956                                                   | 1955, 1956, 1959             |
| جورج توما (Georg Thoma)                  | قالب:بيانات بلد Federal Republic of Germany | 1960                           | 1960, 1966                                                   | 1963, 1964, 1965, 1966       |
| تورمود كنوتسن (Tormod Knutsen)           | النرويج                                     | 1964                           | 1964                                                         | 1958                         |
| فرانز كيلر (Franz Keller)                | قالب:بيانات بلد Federal Republic of Germany | 1968                           | 1968                                                         | 1967                         |
| أولريش فيلينغ (Ulrich Wehling)           | German Democratic Republic                  | 1972, 1976, 1980               | 1972, 1974, 1976, 1980                                       | 1975, 1976, 1977             |
| توم ساندبرج (Tom Sandberg)               | النرويج                                     | 1984                           | 1982                                                         | 1974, 1982                   |
| بيارت إنجين فيك (Bjarte Engen Vik)       | النرويج                                     | 1998                           | 1999, 2001                                                   | 1996, 1997, 1998, 1999, 2000 |
| جايسون لامي-شابوي (Jason Lamy-Chappuis)  | فرنسا                                       | 2010                           | 2011                                                         | 2007, 2010                   |

### القفز التزلجي للرجال
| الفائز                                | البلد                      | دورة الألعاب الأولمبية الشتوية | بطولات التزلج الشمالي العالمية التابعة للاتحاد الدولي للتزلج | مهرجان هولمنكولن للتزلج |
| ------------------------------------- | -------------------------- | ------------------------------ | ------------------------------------------------------------ | ----------------------- |
| بيرجر رود (Birger Ruud)               | النرويج                    | 1932, 1936                     | 1931, 1932, 1935, 1936, 1937, 1948                           | 1932                    |
| أرنفين بيرجمان (Arnfinn Bergmann)     | النرويج                    | 1952                           | 1952                                                         | 1952                    |
| أنتي هايفرينان (Antti Hyvنrinen)      | فنلندا                     | 1956                           | 1956                                                         | 1956                    |
| هيلموت راكناجيل (Helmut Recknagel)    | German Democratic Republic | 1960                           | 1960, 1962                                                   | 1957, 1960              |
| تورالف إنجان (Toralf Engan)           | النرويج                    | 1964                           | 1962, 1964                                                   | 1962                    |
| فلاديمير بيلوسوف (Vladimir Beloussov) | الاتحاد السوفيتي           | 1968                           | 1968                                                         | 1968, 1970              |
| كارل شنابل (Karl Schnabl)             | النمسا                     | 1976                           | 1976                                                         | 1976                    |
| أنطون إيناور (Anton Innauer)          | النمسا                     | 1980                           | 1980                                                         | 1975                    |
| ماتي نوكانن (Matti Nykنnen)           | فنلندا                     | 1984, 1988                     | 1982                                                         | 1982                    |
| كازويوشي فاناكي (Kazuyoshi Funaki)    | اليابان                    | 1998                           | 1999                                                         | 1997                    |
| سيمون أمان (Simon Ammann)             | سويسرا                     | 2002                           | 2007                                                         | 2002, 2007              |

### سباق التزلج 50 كم للرجال
| الفائز                         | البلد   | دورة الألعاب الأولمبية الشتوية | بطولات التزلج الشمالي العالمية التابعة للاتحاد الدولي للتزلج | مهرجان هولمنكولن للتزلج            |
| ------------------------------ | ------- | ------------------------------ | ------------------------------------------------------------ | ---------------------------------- |
| ثورليف هوغ (Thorleif Haug)     | النرويج | 1924                           | 1924                                                         | 1918, 1919, 1920, 1921, 1923, 1924 |
| نيلز كارلسون (Nils Karlsson)   | السويد  | 1948                           | 1948                                                         | 1947, 1951                         |
| أولي إيلايتر (Ole Ellefsوter)  | النرويج | 1968                           | 1968                                                         | 1967                               |
| بال تايلدوم (Pهl Tyldum)       | النرويج | 1972                           | 1972                                                         | 1969, 1972                         |
| توماس فاسبرغ (Thomas Wassberg) | السويد  | 1984                           | 1982                                                         | 1980, 1982, 1987                   |
| غونديه سفان (Gunde Svan)       | السويد  | 1988                           | 1985, 1989                                                   | 1986, 1990                         |
| بيتر نورثاج (Petter Northug)   | النرويج | 2010                           | 2009                                                         | 2010                               |

### سباق التزلج 18 كم للرجال
قلّ الطول إلى 15 كم عام 1950
| الفائز                            | البلد   | دورة الألعاب الأولمبية الشتوية | بطولات التزلج الشمالي العالمية التابعة للاتحاد الدولي للتزلج | مهرجان هولمنكولن للتزلج |
| --------------------------------- | ------- | ------------------------------ | ------------------------------------------------------------ | ----------------------- |
| مارتن لاندستروم (Martin Lundstrm) | السويد  | 1948                           | 1948                                                         | 1948                    |
| هالجير برندن (Hallgeir Brenden)   | النرويج | 1952                           | 1952                                                         | 1952                    |

### سباق التزلج 15 كم للرجال
سباق هولمنكولن 1954 حتى 1985 و1994
| الفائز                             | البلد   | دورة الألعاب الأولمبية الشتوية | بطولات التزلج الشمالي العالمية التابعة للاتحاد الدولي للتزلج | مهرجان هولمنكولن للتزلج |
| ---------------------------------- | ------- | ------------------------------ | ------------------------------------------------------------ | ----------------------- |
| هالجير برندن (Hallgeir Brenden)    | النرويج | 1956                           | 1956                                                         | 1956                    |
| ييرو مانتيرانتا (Eero Mنntyranta)  | فنلندا  | 1964                           | 1964                                                         | 1962, 1964, 1968        |
| هارالد جرونينجن (Harald Grnningen) | النرويج | 1968                           | 1968                                                         | 1960, 1961              |
| توماس فاسبرغ (Thomas Wassberg)     | السويد  | 1980                           | 1980                                                         | 1979, 1985              |
| غونديه سفان (Gunde Svan)           | السويد  | 1984                           | 1989                                                         | 1985                    |

### سباق التزلج 10 كم للسيدات
سباق هولمنكولن 1954 حتى 1986
| الفائز                                   | البلد            | دورة الألعاب الأولمبية الشتوية | بطولات التزلج الشمالي العالمية التابعة للاتحاد الدولي للتزلج | مهرجان هولمنكولن للتزلج |
| ---------------------------------------- | ---------------- | ------------------------------ | ------------------------------------------------------------ | ----------------------- |
| ليوبوف كوزيريفا (Ljubov Kozyreva)        | الاتحاد السوفيتي | 1956                           | 1954, 1956                                                   | 1955                    |
| كلافيديا بويارسكيخ (Klavdija Bojarskikh) | الاتحاد السوفيتي | 1964                           | 1964, 1966                                                   | 1965, 1966              |
| تويني غوستافسون (Toini Gustafsson)       | السويد           | 1968                           | 1968                                                         | 1960, 1967, 1968        |
| غالينا كولاكوفا (Galina Kulakova)        | الاتحاد السوفيتي | 1972                           | 1972, 1974                                                   | 1970, 1979              |
| رايسا سميتانينا (Raisa Smetanina)        | الاتحاد السوفيتي | 1976                           | 1976                                                         | 1975                    |

### سباق التزلج 30 كم للسيدات
| الفائز                               | البلد   | دورة الألعاب الأولمبية الشتوية | بطولات التزلج الشمالي العالمية التابعة للاتحاد الدولي للتزلج | مهرجان هولمنكولن للتزلج |
| ------------------------------------ | ------- | ------------------------------ | ------------------------------------------------------------ | ----------------------- |
| ستيفانيا بلموندو (Stefania Belmondo) | إيطاليا | 1992                           | 1993                                                         | 1997, 2002              |

### سباق التزلج 5 كم للسيدات
دورة الألعاب الأولمبية: 1964 حتى 1998، الاتحاد الدولي للتزلج: 1963 حتى 1999، هولمنكولن: 1966 حتى 1991
| الفائز                                   | البلد            | دورة الألعاب الأولمبية الشتوية | بطولات التزلج الشمالي العالمية التابعة للاتحاد الدولي للتزلج | مهرجان هولمنكولن للتزلج |
| ---------------------------------------- | ---------------- | ------------------------------ | ------------------------------------------------------------ | ----------------------- |
| كلافيديا بويارسكيخ (Klavdija Bojarskikh) | الاتحاد السوفيتي | 1964                           | 1964                                                         | 1967                    |
| هيلينا تاكالو (Helena Takalo)            | فنلندا           | 1976                           | 1976, 1978                                                   | 1976                    |
| رايسا سميتانينا (Raisa Smetanina)        | الاتحاد السوفيتي | 1980                           | 1980                                                         | 1975                    |

## معرض صور

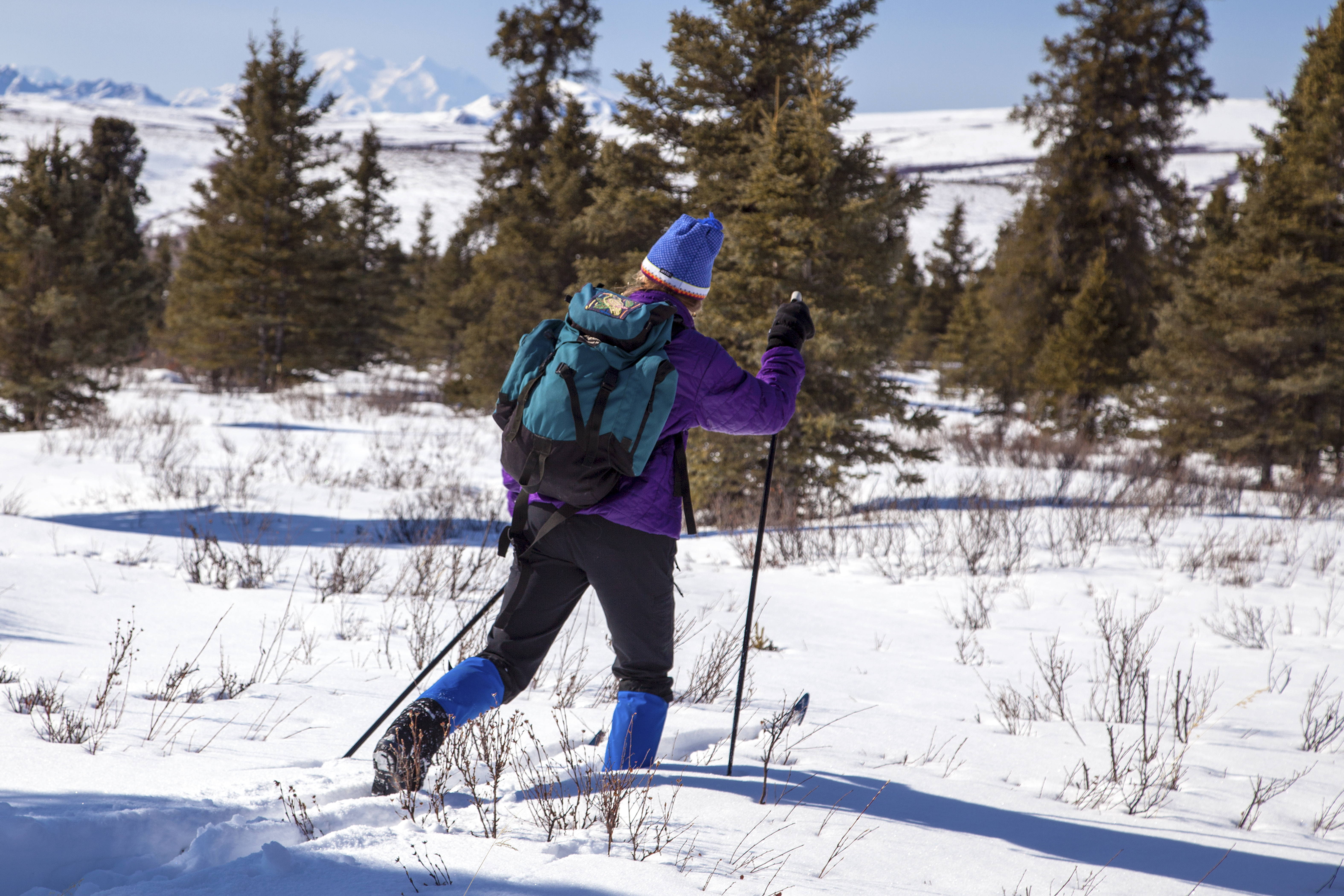
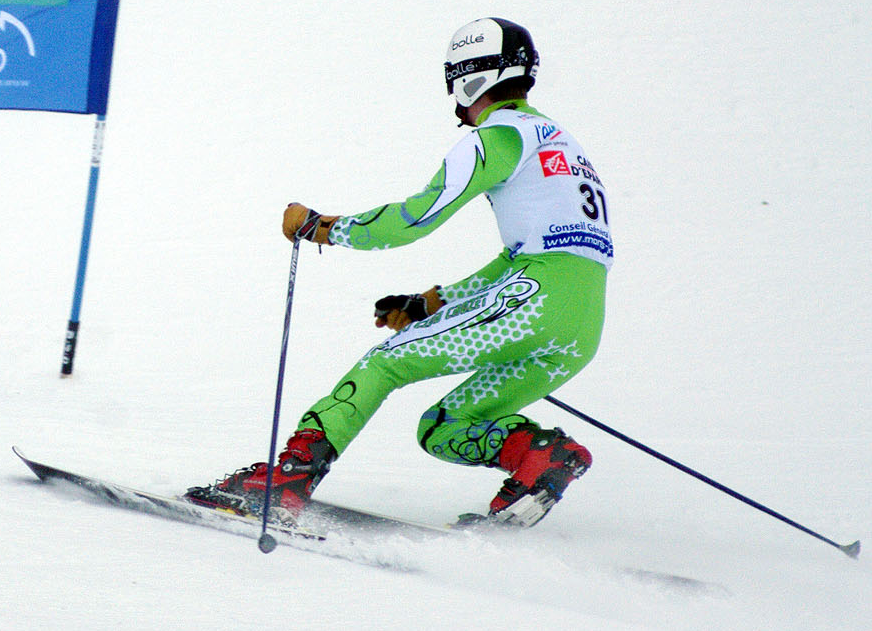
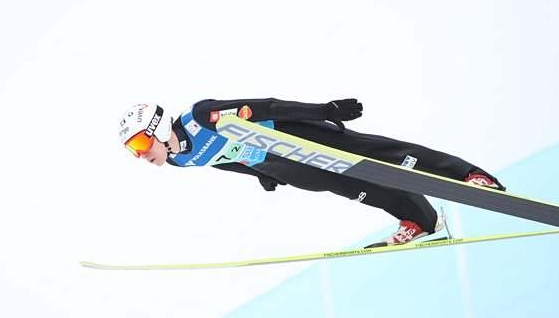